# Go!Go! Ackman
Go! Go! Ackman es un manga corto de Akira Toriyama que consta de 11 capítulos en total de 5 páginas cada uno.
Trata de las aventuras de un joven demonio llamado "Ackman" que viaja por el mundo buscando matar humanos para tomar sus almas y venderlas en el infierno. Siempre viaja en compañía de su diablo mascota, que se llama Godon. En el manga casi siempre sale al encuentro de Ackman un ángel adolescente llamado Tenshi, que en sus intentos por detenerlo termina causando más muerte y destrucción que el mismo Ackman. El nombre de Ackman es un juego de palabras, ya que en japonés se pronuncia "Akuman" (Akuma significa diablo).
En 2023, Toyotaro rindió homenaje a Devilman y Ackman a través de una colección de ilustraciones.

## Anime
En 1994 se lanzó la adaptación del manga al anime. Este consistió en un corto de 15 minutos de duración, en la cual se incluyen los primeros 7 capítulos del manga y se muestran los primeros encuentros de Ackman con Tenshi.

## Videojuego
El manga tiene una versión hecha videojuego para Super Nintendo y aunque es un juego discreto, destila humor y gráficos coloridos; además de mostrar nuevos encuentros entre Ackman y Tenshi que nunca se vieron en el manga. Se distribuyó en Japón y tuvo 3 secuelas para la misma consola.[cita requerida]